# Alastorynerus microdynerus
Alastorynerus microdynerus är en stekelart som först beskrevs av Dalla Torre.  Alastorynerus microdynerus ingår i släktet Alastorynerus och familjen Eumenidae. Inga underarter finns listade i Catalogue of Life.